# Sima Guang
Sima Guang (ur. 1019 w dzisiejszym Yuncheng, prow. Shanxi, zm. 1086) – chiński polityk, kanclerz i uczony z czasów dynastii Song, jeden z najwybitniejszych historyków Chin klasycznych.
Pochodził z zamożnej rodziny; wyróżnił się wcześnie, w wieku zaledwie 20 lat osiągnął w egzaminach cesarskich najwyższy stopień jìnshì (進士); następnie piastował wiele lat stanowiska urzędnicze, m.in. w Akademii Hanlin.

## Prace historyczne
W 1064 Sima Guang zaprezentował cesarzowi Yingzongowi pięciotomową chronologię historii chińskiej od 403 r. p.n.e. (gdy nastąpił podział państwa Jin z czasów Królestw Walczących, co w efekcie doprowadziło do powstania państwa Qin) do 959 r. n.e. (koniec epoki Dziesięciu Królestw i początek dynastii Song), zatytułowaną Liniantu (歷年圖 „Tabela Kolejnych Lat”). Dwa lata później przedstawił ośmiotomową kronikę Chin od 403 r. p.n.e. do upadku dynastii Qin w 207 r. p.n.e., zatytułowaną Tongzhi (通志; „Kompletne Zapiski”). Cesarz wydał polecenie stworzenia pełnej historii Chin, zezwalając mu na pełny dostęp do archiwów państwowych i przydzielając zespół doświadczonych historyków do pomocy. Pracę kontynuowano za panowania następnego cesarza Shenzonga, który także wspierał projekt, zmieniając nawet jego nazwę na Zizhi Tongjian (Wszechstronne zwierciadło mające dopomóc w rządzeniu; „zwierciadło” w tym kontekście oznacza dzieło służące do jako wskazówka – w którym rządzący mogą się „przejrzeć” i porównać swe dokonania z dziełami poprzedników). Cesarz kontynuował wspieranie prac aż do ich ukończenia w 1084.
Poparcie cesarza dla prac historycznych Sima Guanga jest tym bardziej godne uwagi, że sam autor wycofał się w z życia dworskiego w 1070, w proteście przeciwko reformom premiera Wang Anshi. Sima Guang, przywódca (wraz z Su Dongpo i Ouyang Xiu) konserwatywnej opozycji konfucjańskiej, wystosował do tronu całą serię krytycznych memoriałów, a ponieważ nie przyniosły efektu, zrezygnował ze swych stanowisk oficjalnych. Od 1071 piastował ceremonialną funkcję w Luoyangu, dzięki czemu miał czas i środki na pracę historyczną.

## Słowniki
Sima Guang był także leksykografem, prawdopodobnym redaktorem słownika rymów Jiyun; na podstawie starożytnego słownika Shuowen Jiezi skompilował wydany w 1066 wielki słownik Leipian (類篇; „Skatalogowane Rozdziały”), zawierający 31 319 znaków pisma chińskiego, wiele powstałych w czasach Tang i Song, posegregowanych według 544 kluczy.